# 道の駅千枚田ポケットパーク
道の駅千枚田ポケットパーク（みちのえき せんまいだポケットパーク）は、石川県輪島市白米町にある国道249号の道の駅である。

## 施設
当初駐車場の駐車可能台数は11台（乗用車8台・バス3台）となっていたが、2013年（平成25年）11月9日に駐車場を拡幅したうえでリニューアルオープンした。
- 駐車場
  - 普通車：49台、身障者用 2台[7]
  - 大型車（観光バス）：5台[7]
- トイレ（いずれも24時間利用可能）
  - 男：大 2器、小 3器
  - 女：5器
  - 身障者用：1器
- レストハウス（9:00 - 18:00）
  - 里山コーナー（千枚田、飲食・土産）
  - 里海コーナー（小島商店、テイクアウト・土産）
- 展望台 - 名勝に指定される白米千枚田を見渡せる。

### 管理
- 石川県（駐車場）
- 輪島市（レストハウス）
- 指定管理者：公益財団法人白米千枚田継承保存協議会[8]

## 休館日
- 年中無休

## アクセス
- 国道249号 - 登録路線
- 輪島駅前より北鉄奥能登バス町野線で「白米千枚田」バス停下車すぐ。

## 2024年の能登半島地震による影響
2024年（令和6年）1月1日、能登半島地震が発生。国道249号の輪島市から珠洲市までの区間（約100キロ）については、各地で土砂災害のほか道路に隆起や亀裂が発生。移動ができなくなった道の駅では79人が取り残され、同年1月3日よりヘリコプターによる救助が順次行われた。
また、道路復旧にあたり2024年2月26日、全国初の道路法の防災拠点自動車駐車場の規定による利用制限が行われた。

## 周辺
- 輪島朝市
- 曽々木海岸